# Pic Boby
Le pic Boby, ou Imarivolanitra, est le point culminant du massif d'Andringitra. Avec ses 2 658 mètres d'altitude, il est le deuxième plus haut sommet de Madagascar, après le Maromokotro. Il est également le plus haut sommet accessible de l'île.